# An Bình, Gia Lai
An Bình là một phường thuộc tỉnh Gia Lai, Việt Nam.

## Địa lý
Phường An Bình có vị trí địa lý:
- Phía bắc giáp xã Tơ Tung và xã Kông Bơ La.
- Phía nam giáp xã Ya Hội.
- Phía đông giáp phường An Khê.
- Phía tây giáp xã Đak Pơ.

## Lịch sử
Trước năm 2003, khu vực phường An Bình là một phần của thị trấn An Khê, huyện An Khê
Ngày 9 tháng 12 năm 2003, Chính phủ ban hành Nghị định số 155/2003/NĐ-CP về việc thành lập thị xã An Khê và các phường thuộc thị xã An Khê. Theo đó, thành lập phường An Bình trên cơ sở 930,40 ha diện tích tự nhiên và 7.279 nhân khẩu của thị trấn An Khê.
Địa giới phường An Bình  được giữ ổn định từ lúc thành lập cho đến năm 2025.
Ngày 16 tháng 6 năm 2025, Ủy ban Thường vụ Quốc hội bàn hành Nghị quyết sắp xếp các đơn vị hành chính cấp xã thuộc tỉnh Gia Lai năm 2025. Theo đó, sắp xếp toàn bộ diện tích tự nhiên, quy mô dân số của phường An Bình, xã Tân An và xã Cư An thành phường mới có tên gọi là phường An Bình.
Căn cứ theo đề án sắp xếp đơn vị hành chính cấp xã của tỉnh Gia Lai năm 2025, phường An Bình được thành lập từ:
- Toàn bộ diện tích tự nhiên là 9,67 km2, quy mô dân số là 10.413 người của phường An Bình, thị xã An Khê;
- Toàn bộ diện tích tự nhiên là 26,55 km2, quy mô dân số là 13.113 người của xã Tân An, huyện Đak Pơ;
- Toàn bộ diện tích tự nhiên là 36,91 km2, quy mô dân số là 7.325 người của xã Cư An, huyện Đak Pơ.

Phường An Bình có diện tích tự nhiên 73,13 km2 (đạt 1.329,55% so với tiêu chuẩn), quy mô dân số 30.851 người (đạt 205,67% so với tiêu chuẩn).